# Université libanaise internationale en Mauritanie
L'université libanaise internationale en Mauritanie (en anglais : Lebanese International University of Mauritania ou LIU-Mr) est une université privée située à Nouakchott, la capitale de la Mauritanie.

## Présentation
Rattachée à l'université internationale libanaise, la première rentrée universitaire de l'université libanaise internationale en Mauritanie a eu lieu en octobre 2008.

## Organisation
L'université est composée de cinq facultés et de deux centres : 
- Faculté des Arts et Sciences
- Faculté d’Ingénierie
- Faculté d’Éducation et Sciences Humaines
- Faculté de Gestion d’Affaires et de Droit
- Faculté de Pharmacie
- Centre d’Enseignement des Langues et de l’Informatique
- Centre de Formation Continue et des Études Stratégiques

### Source
- (es) Cet article est partiellement ou en totalité issu de l’article de Wikipédia en espagnol intitulé « Universidad libanesa internacional (Mauritania) » (voir la liste des auteurs).